# Diocesi di Yendi
La diocesi di Yendi (in latino: Dioecesis Yendensis) è una sede della Chiesa cattolica in Ghana suffraganea dell'arcidiocesi di Tamale. Nel 2022 contava 35.664 battezzati su 867.137 abitanti. È retta dal vescovo Matthew Yitiereh.

## Territorio
La diocesi comprende i distretti di Yendi, Gushiegu, Karaga, Bimbilla, Saboba-Chereponi, Zabzugu-Tatale nella Regione Settentrionale del Ghana.
Sede vescovile è la città di Yendi, dove si trova la cattedrale di Nostra Signora di Lourdes.
Il territorio è suddiviso in 15 parrocchie.

## Storia
La diocesi è stata eretta da Giovanni Paolo II il 16 marzo 1999 con la bolla Sollertem sane, ricavandone il territorio dall'arcidiocesi di Tamale.

## Cronotassi dei vescovi
Si omettono i periodi di sede vacante non superiori ai 2 anni o non storicamente accertati.
- Vincent Boi-Nai, S.V.D. (16 marzo 1999 - 3 giugno 2022 ritirato)
- Matthew Yitiereh, dal 3 giugno 2022

## Statistiche
La diocesi nel 2022 su una popolazione di 867.137 persone contava 35.664 battezzati, corrispondenti al 4,1% del totale.
| anno | popolazione | popolazione | popolazione | presbiteri | presbiteri | presbiteri | presbiteri                | diaconi | religiosi | religiosi | parrocchie |
| anno | battezzati  | totale      | %           | numero     | secolari   | regolari   | battezzati per presbitero | diaconi | uomini    | donne     | parrocchie |
| ---- | ----------- | ----------- | ----------- | ---------- | ---------- | ---------- | ------------------------- | ------- | --------- | --------- | ---------- |
| 1999 | 3.843       | 450.000     | 0,9         | 12         | 3          | 9          | 320                       |         | 10        | 5         | 8          |
| 2000 | 5.058       | 503.584     | 1,0         | 13         | 2          | 11         | 389                       |         | 12        | 4         | 7          |
| 2001 | 4.232       | 580.603     | 0,7         | 14         | 3          | 11         | 302                       |         | 12        | 6         | 7          |
| 2002 | 11.612      | 580.603     | 2,0         | 14         | 3          | 11         | 829                       |         | 12        | 10        | 8          |
| 2003 | 6.549       | 580.603     | 1,1         | 17         | 4          | 13         | 385                       |         | 16        | 19        | 8          |
| 2004 | 6.847       | 625.603     | 1,1         | 15         | 4          | 11         | 456                       |         | 16        | 19        | 8          |
| 2010 | 6.318       | 707.000     | 0,9         | 29         | 16         | 13         | 217                       |         | 17        | 24        | 8          |
| 2014 | 13.324      | 771.000     | 1,7         | 30         | 18         | 12         | 444                       |         | 17        | 29        | 14         |
| 2017 | 44.140      | 826.000     | 5,3         | 29         | 17         | 12         | 1.522                     |         | 18        | 37        | 14         |
| 2020 | 46.300      | 866.559     | 5,3         | 33         | 19         | 14         | 1.403                     |         | 17        | 47        | 14         |
| 2022 | 35.664      | 867.137     | 4,1         | 37         | 20         | 17         | 963                       |         | 18        | 38        | 15         |